# Sous la braise
Sous la braise (Donde hubo fuego) est une série télévisée mexicaine, créée par José Ignacio Valenzuela et diffusée au niveau mondial le 17 août 2022 sur Netflix.

## Synopsis
Poncho et Daniel Quiroga sont des jumeaux non identiques orphelins. Daniel est journaliste et il est retrouvé assassiné. Un autre journaliste, Elías, va voir Poncho pour lui dire qu'il peut trouver qui est coupable du meurtre en enquêtant sur une caserne de pompiers dirigée par Artemio Román. Pour ce faire, Poncho le stripteaseur va devenir pompier et faire sa formation dans cette caserne, où il retrouve Olivia, rencontrée en boîte de nuit.
Parallèlement, Ricardo Urzúa sort de prison : il a été condamné vingt-cinq ans plus tôt comme étant le « boucher de Reynosa » mais a toujours clamé son innocence. Il veut retrouver ses deux fils. Ancien pompier, il se fait passer pour le nouveau commandant de la caserne.

## Distribution
- Eduardo Capetillo (VF : Emmanuel Gradi) : Ricardo Urzúa Lozano
  - Eduardo Capetillo Gaytán : Ricardo Urzúa Lozano  (jeune)
- Itatí Cantoral (VF : Sophie Planet) : Gloria Carmona
- Esmeralda Pimentel (VF : Charlotte d'Ardalhon) : Olivia Serrano
- Iván Amozurrutia (VF : Romain Altché) : Poncho Quiroga
- Oka Giner (VF : Caroline Victoria) : Leonora Robledo
- Plutarco Haza (VF : Boris Rehlinger) : Hugo González Cortez / Noé Serrano Diccarey
- Mauricio Henao (VF : Alexandre Gillet) : Daniel Quiroga
- Javier Díaz Dueñas (VF : Thierry Kazazian) : Eliás Solórzano
- Humberto Busto (VF : Cyrille Monge) : Ángel Linares
- Polo Morín (VF : Aurélien Raynal) : Julián
- Antonio Sotillo (VF : Marc Arnaud) : Alejandro Molina
- Daniel Gama (VF : Julien Portugais) : Gerardo
- Rebeca Herrera (VF : Laure Filiu) : Rosario Sarmiento
- Giovanna Reynaud (VF : Chantale Macé puis Anaïs Delva) : Mayte
- Ana Jimena Villanueva (VF : Léovanie Raud) : Ana Linares
- Tomás Rojas : Artemio Román
- Mónica Guzmán (VF : Delphine Rivière) : Penélope
- Nahuel Escobar (VF : Nicolas Dussaut) : Fabio

## Production

### Développement
La série est créée par l'écrivain chilien José Ignacio Valenzuela, qui a créé la série télévisée Qui a tué Sara ?.

### Attribution des rôles
En juillet 2022, les médias annoncent que la série aura pour acteurs Eduardo Capetillo, Itatí Cantoral, Iván Amozurrutia, Polo Morín, Esmeralda Pimentel et Oka Giner.

### Tournage
La série est tournée dans la capitale, à Mexico. On reconnaît entre autres le Monument à la Révolution.

### Fiche technique
Sauf indication contraire, les informations mentionnées dans cette section peuvent être confirmées par la base de données cinématographiques IMDb,  présente dans la section « Liens externes ».
- Titre original : Donde hubo fuego
- Titre français : Sous la braise
- Création : José Ignacio Valenzuela
- Réalisation : Moisés Ortíz-Urquidi, Jorge Michel Grau, Laura Marco, Danny Gavidia
- Scénario : Jean Pierre Fica, José Ignacio Valenzuela et Valentina Pollarolo
- Casting : Denise Mazarrasa Lopez
- Musique :
  - Compositeur(s) : Tonalli J. Villasenor et Mauricio Baez
  - Compositeur(s) de musique thématique : Pedro Mata et Violeta Torres
- Production :
  - Producteur(s) : José Ignacio Valenzuela
  - Producteur(s) exécutive(s) : Marcela Mejia, José Ignacio Valenzuela, Monica F. Vizzi, Mabel Vargas
- Société(s) de production : Argos Television et Netflix
- Pays d'origine :  Mexique
- Langue d'origine : Espagnol
- Format :
  - Format image : 720p (HDTV), couleur - 1,78:1 - son Dolby Digital
  - Format audio : 5.1 surround sound
- Genre : Drame, Suspense et Musique
- Durée : 30–45 minutes
- Date de première diffusion :
  - 17 août 2022 sur Netflix
- Classification : déconseillé aux moins de 16 ans

Version française
- Société de doublage : Imagine
- Direction artistique : Alan Aubert-Carlin
- Adaptation des dialogues : Cécile Delaroue
- Mixage audio : Loïc Le Guhennec
- Enregistrement sonore : Guillaume Debeve
- Gestion de projet : Lucie Evrard

 Source et légende : version française (VF) sur RS Doublage

## Épisodes
| Saisons | Saisons | Épisodes | Diffusion originale |
| ------- | ------- | -------- | ------------------- |
|         | 1       | 39       | 17 août 2022        |

### Première saison (2022)
La première saison est mise en ligne le 17 août 2022.
| №  | #  | Titre français                | Titre original                    | Première diffusion |
| -- | -- | ----------------------------- | --------------------------------- | ------------------ |
| 1  | 1  | Rêves enflammés               | Soñar con fuego                   | 17 août 2022       |
| 2  | 2  | La mort ne pardonne pas       | La muerte no perdona              | 17 août 2022       |
| 3  | 3  | Juste mon chef                | Es solo mi jefe                   | 17 août 2022       |
| 4  | 4  | McAllen                       | McAllen                           | 17 août 2022       |
| 5  | 5  | Un jeu dangereux              | ¿Sabes dónde te estás metiendo?   | 17 août 2022       |
| 6  | 6  | La nuit la plus difficile     | La primera noche es más difícil   | 17 août 2022       |
| 7  | 7  | Si les morts pouvaient parler | Los muertos pueden hablar         | 17 août 2022       |
| 8  | 8  | Une histoire de famille       | Historia familiar                 | 17 août 2022       |
| 9  | 9  | Le pouvoir des informations   | Información es poder              | 17 août 2022       |
| 10 | 10 | Pense au pire                 | Desconfía y acertarás             | 17 août 2022       |
| 11 | 11 | Les fantômes du passé         | El pasado me persigue             | 17 août 2022       |
| 12 | 12 | Un papa ne se trompe jamais   | Un padre no se equivoca           | 17 août 2022       |
| 13 | 13 | Un peu de distance            | Un poco de distancia              | 17 août 2022       |
| 14 | 14 | Les brebis galeuse            | Manzana prohibida                 | 17 août 2022       |
| 15 | 15 | Pas de hasard                 | No creo en coincidencias          | 17 août 2022       |
| 16 | 16 | Un secret bien enterré        | Secreto bajo tierra               | 17 août 2022       |
| 17 | 17 | Une sacrée surprise           | Sorpresa                          | 17 août 2022       |
| 18 | 18 | Portrait-robot                | Retrato hablado                   | 17 août 2022       |
| 19 | 19 | Une affaire de transparence   | No es la persona que todos creen  | 17 août 2022       |
| 20 | 20 | Passé/présent                 | Pasado presente                   | 17 août 2022       |
| 21 | 21 | Tout s'éffondre               | Golpe al corazón                  | 17 août 2022       |
| 22 | 22 | Table rase                    | Perderlo todo                     | 17 août 2022       |
| 23 | 23 | Ni moi ni personne            | Si no son míos, no serán de nadie | 17 août 2022       |
| 24 | 24 | Orphelin de père              | Un hijo sin padre                 | 17 août 2022       |
| 25 | 25 | Une soirée inoubliable        | Una noche inolvidable             | 17 août 2022       |
| 26 | 26 | Jamais trop d'amour           | El amor nunca es demasiado        | 17 août 2022       |
| 27 | 27 | Ce n'est pas une coïncidence  | Las coincidencias no existen      | 17 août 2022       |
| 28 | 28 | Père et fils                  | Padre e hijo                      | 17 août 2022       |
| 29 | 29 | Six pieds sous terre          | Bajo tierra                       | 17 août 2022       |
| 30 | 30 | Cœurs brisés                  | Corazones rotos                   | 17 août 2022       |
| 31 | 31 | Tout s'explique               | La razón de los motivos           | 17 août 2022       |
| 32 | 32 | D'entre les morts             | Resucitar de entre los muertos    | 17 août 2022       |
| 33 | 33 | Les gagnants et les perdants  | Ganadores y perdedores            | 17 août 2022       |
| 34 | 34 | Mauvais père                  | Un padre extraño                  | 17 août 2022       |
| 35 | 35 | Sur la route                  | Road trip                         | 17 août 2022       |
| 36 | 36 | Personne d'autre              | No necesitas a nadie más          | 17 août 2022       |
| 37 | 37 | Savoir être seul              | No sabes estar solo               | 17 août 2022       |
| 38 | 38 | Identité                      | Siempre voy a ser otro            | 17 août 2022       |
| 39 | 39 | Un point final                | Llegó la hora                     | 17 août 2022       |

## Accueil
Sous la braise est selon les médias l'une des séries sur Netflix les plus regardées en France. Elle est même à la fin août 2022 la première série la plus regardée de la plate-forme.

### Critiques
Pour La Tercera, « la nouvelle série de José Ignacio Valenzuela […] mêle suspense et sensualité », mais « les scènes chargées de sensualité et d'érotisme semblent un peu forcées face au suspense qui marque et relève la série ».
Pour Vogue.mx, la série se rapproche moins d'autres séries mexicaines de Netflix comme Au nom de la vengeance que de l'esprit le plus pur des telenovelas mexicaines.
Le critique de Milenio apprécie « quelque chose de très complet, très complexe et différent », capable de plaire à plusieurs publics, « femmes et hommes, personnes d'âge mûr et jeunes, public de télévision ou de streaming, hétérosexuels et homosexuels ».